# Premio ABC Cultural & Ámbito Cultural
El Premio ABC Cultural & Ámbito Cultural es un premio otorgado a escritores españoles, latinoamericanos o europeos, que han destacado “por su mejor labor de periodismo cultural” y, por extensión, "por su labor cultural y literaria". Sus organizadores y promotores son ABC Cultural (el suplemento cultural del diario ABC, decano de los diarios de alcance nacional) y la entidad Ámbito Cultural de El Corte Inglés.
Entre las personalidades que lo han recibido, destacan el Nobel Mario Vargas Llosa, el premio Cervantes Jorge Edwards, el escritor, cineasta y autor de cómic Alejandro Jodorowsky, periodistas como Raúl del Pozo (Premio González-Ruano y Mariano de Cavia), filósofos como Eugenio Trías (Premio Anagrama de Ensayo) y Fernando Savater, Premio Planeta y Premio Ortega y Gasset de Periodismo, ambos ganadores del Premio Nacional de Ensayo.
Se celebra con una cadencia mensual o bimensual, de septiembre a junio, en un ambiente informal, mediante un cocido típico madrileño, inicialmente en la Taberna Buenaventura (c/ Hermosilla, 69, Madrid), pero debido al cierre de la misma, en septiembre de 2013 se trasladó al histórico restaurante Lhardy. Desde 2010 y hasta fin de 2012, durante la comida-homenaje, el premiado recibía de regalo una pluma Faber-Castell modelo Classic, en madera de Pernambuco. A partir de 2013 el premio consiste en una estilográfica S.T Dupont modelo Elysee Windsor.

## Premiados
Han sido premiados, entre otros, los siguientes escritores y periodistas: 
- Mario Vargas Llosa, 2009[3]
- Andrés Ibáñez, 2009
- Enrique Vila-Matas, 2009
- Santiago Castelo, 2009
- Raúl del Pozo, 2009
- José Manuel Caballero Bonald, 2009
- Jorge Edwards, 2009
- Carmen Posadas, 2010[4]
- Blas Matamoro, 2010
- Fernando Savater, diciembre de 2010
- Sebastiano Grasso, febrero de 2011
- Eugenio Trías, marzo de 2011[5]
- Mercedes Monmany, abril de 2011
- Javier Gomá, mayo de 2011[6]
- Alejandro Jodorowsky, junio de 2011.[7]
- Bieito Rubido 28 de octubre de 2011.[8]
- José María Lassalle, 27 de enero de 2012.
- Lola Ferreira, 2 de marzo de 2012.
- Juan Malpartida, 1 de junio de 2012.
- Juan José Armas Marcelo, 14 de septiembre de 2012.[9]
- Juan Manuel de Prada, 20 de diciembre de 2012.[10]
- Eduardo Arroyo, 8 de febrero de 2013.[11][1]
- José Esteban, 8 de marzo de 2013.[12]
- Ignacio Camacho, 12 de abril de 2013.[13]
- Luis Alberto de Cuenca, 24 de mayo de 2013.[14][15]
- José Luis Garci, 8 de noviembre de 2013.[16]
- Gabriel Albiac, 13 de diciembre de 2013.[17]
- Jaime de Armiñán, 14 de febrero de 2014.[18][19]
- Enrique Herreros, hijo, productor, autor (n. 1927), 11 de abril de 2014.[20][21]
- Adolfo García Ortega, 30 de mayo de 2014.[22]
- Gonzalo Suárez, 24 de septiembre de 2014.[23]

En su columna “A la intemperie”, de ABC Cultural, Juan José Armas Marcelo denomina al grupo que se reúne en esta comida, “La logia del garbanzo”, debido a que los asistentes al citado cocido reciben un garbanzo plateado a modo de pin, y escribe: Solo falta que nos persigan, nos injurien y nos quemen todos esos mediocres que se llevan las manos a la cabeza porque expresamos a carcajadas una de las posesiones más preciosas de la imaginación: la libertad.

## Relevancia del premio
Es el único premio privado a la labor de periodismo cultural, complementando al oficial Premio Nacional de Periodismo Cultural. Aunque también existe el Premio Paco Rabal de Periodismo Cultural, promovido por la Fundación AISGE, este último es más restrictivo en sus fines pues trata de incentivar la producción periodística en torno a la creación en cine, teatro, televisión y danza, pero omite otras expresiones culturales ajenas al mundo de la escena, como la literatura, la pintura o la escultura.